# 小行星8004
小行星8004是一颗围绕太阳公转的小行星。1987年9月12日，亨利·德波鸿诺在拉西拉天文台发现了此天体。
这颗小行星的绝对星等为174.6748021774386等。